# Rue Beccaria
La rue Beccaria est une voie située dans le 12e arrondissement de Paris, en France.

## Situation et accès

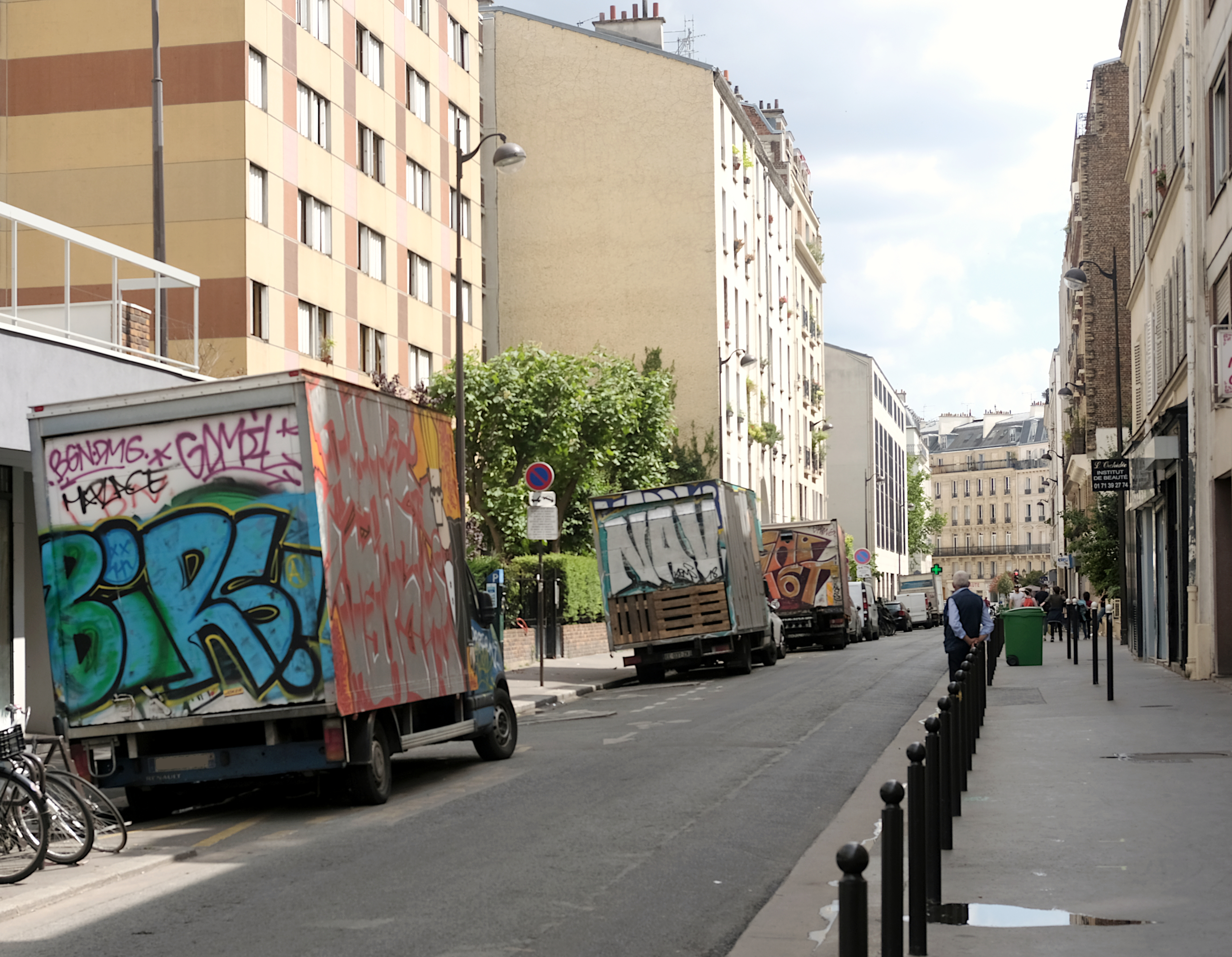
La rue de Beccaria et les camions des maraîchers d'Aligre.

La rue Beccaria est une voie du 12e arrondissement d'environ 250 mètres de long, entre le boulevard Diderot et la place d'Aligre. Elle comprend essentiellement des immeubles d'habitation, pour la plupart relativement récents (après 1950).

## Origine du nom
Elle porte le nom du criminaliste, économiste et homme de lettres italien Cesare Beccaria (15 mars 1738 – 28 novembre 1794).

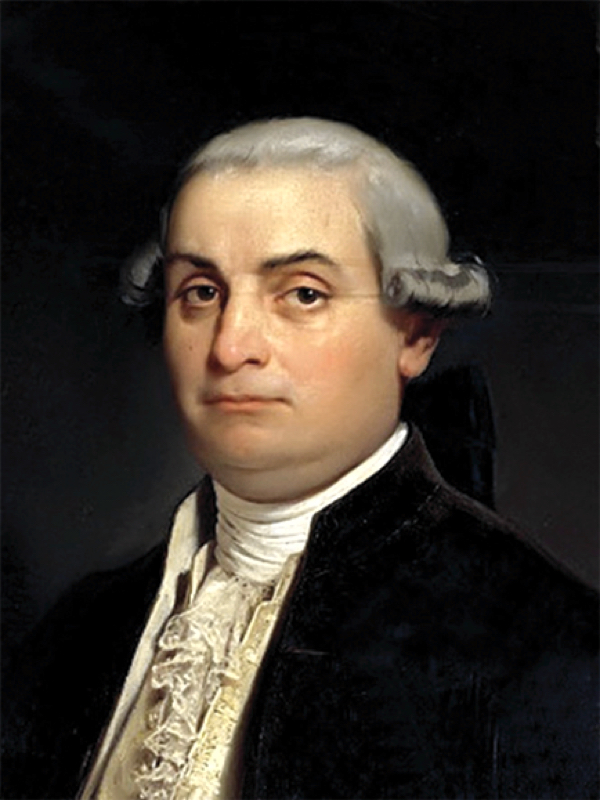
Portrait de Cesare Beccaria
Armes de la famille Beccaria Bonesana

## Historique
La voie est ouverte par lettres patentes du 17 février 1777, sur les dépendances de l'ancienne abbaye Saint-Antoine-des-Champs, sous le nom de « rue Beauvau » à cause de la proximité du marché Beauvau-Saint-Antoine. La rue était affectée à un marché de paille et de foin. Le 14 février 1789, des émeutiers emportèrent la paille et tentèrent d’incendier la « porte de l’Avancée » de la prison de la Bastille.
Une première rue Beccaria devait être percée à l’emplacement de la prison de La Force. Après l’abandon de ce projet, le nom a été donné à une rue qui longeait la prison Mazas. Elle commençait rue des Charbonniers-Saint-Antoine et finissait rue Traversière. L’ouverture de l’avenue .Daumesnil entraîna sa disparition. Le nom du criminaliste, étant de nouveau disponible, il est attribué à la voie par décret du 24 août 1864.

## Bâtiments remarquables et lieux de mémoire
L'artiste de rue Invader a réalisé en 2021 une intervention (PA-1461 Dr Mario 2021) sur la façade du no 6.